# CHEAT 詐欺師們請注意
《CHEAT 詐欺師們請注意》，由讀賣電視台制作，於2019年10月4日至在「讀賣電視台週四連續劇」時段播出的日劇。本劇由本田翼主演。每集播映完畢後將在線上影音平台「GYAO!」播出特別篇。

## 故事簡介
本劇講述一年內被害總額高達400億日幣就連年輕人也不放過的特殊詐欺案件，因社群網站的普及受害案件不斷上升。此時出現了謎樣的反詐欺師團體「CHEAT」專門對詐欺師們進行反欺騙及懲戒。

## 登場人物

### CHEAT
- 星野沙希 / 如月桃（MOMO） 〈25〉：本田翼

反詐欺團體「CHEAT」的頭腦，擁有敏銳的觀察力擅長操縱人心，為賺取生活費而受搜査二課刑警安齋和毅邀請加入了「CHEAT」，另一個身分是偶像團體「JEWEL☆TRICO」的成員。
- 加茂悠斗〈24〉：金子大地

善良充滿正義感的偶像宅警官，常被沙希耍得團團轉。為偶像YUNA（橫田真悠 飾）的狂熱粉絲，是團體中唯一知道沙希偶像身分的人。
- 安齋和毅〈35〉：風間俊介

警視廳搜査二課刑警也是「CHEAT」的創始者，利用「CHEAT」進行遊走法律邊緣的搜查，也是發掘沙希能力並邀她加入的人。
- 根岸俊 〈27〉：上杉柊平（日语：上杉柊平）

前偵探，「CHEAT」的參謀，負責調查及蒐集情報，擁有不輸警察的搜查能力。總是能回應沙希的無理要求是個可靠的人。
- 丸山美月〈21 (謊報17) 〉：福原遙

前天才駭客，曾入侵海外知名公司的系統（出於好玩並無惡意），所有關於IT的事都非常擅長，喜歡手機和可愛的東西。

### JEWEL☆TRICO
- MAI（マイ）〈18〉：富田望生（日语：富田望生）

偶像團體成員，對自己沒有自信，但總是很努力。
- YUNA（ユナ）〈18〉：橫田真悠

偶像團體成員，好勝又任性的女子，把MOMO（本田翼 飾）當歐巴桑看待。加茂警官喜歡的偶像。
- 中込真治〈28〉：清原翔（日语：清原翔）

偶像團體「JEWEL☆TRICO」的經紀人。

### 其他
- 蓮見將暉 〈35〉：桐山漣

警視廳搜査二課刑警。安齋的同期並對他抱有敵意，目前正在追查某事件的謎之刑警。私下似乎和沙希有關係?
- 大谷光司 〈27〉：岩本照

警視廳搜査二課刑警。蓮見將暉的部下，對調查詐欺案非常熱心，劇中也透露出野心家的一面。
- 謎之占卜師：池内萬作（日语：池内万作）

加茂在路上遇到的占卜師。

### 客串角色
第1話
細川玲子〈28〉：横山由依
詐騙集團成員。
波岡了祐：高橋努
傳說中的詐欺師。
第2話
神谷零士：神山智洋（Johnny's WEST）
大學生，偽裝成人氣網紅佐助（サスケ），謊稱要開設動畫配信課程騙取參加者的入會費。
西田拓也：井上瑞稀（HiHi Jets）
神谷的學弟。
佐野直人：佐藤新（小傑尼斯）
神谷的學弟。
第3話
- 望月亮子 - 映美くらら

偽裝成出版社員工的詐欺師。
- 大貫雅和 - 飯田基祐

假出版社社長。
第4話
- 東堂真理亞 - 芦名星

化妝品公司「Marianne」社長。
- 御子柴悟 - 村井良大

化妝品公司「Marianne」社長秘書，竊取客戶個資進行詐騙。
第5話
- 勢野勇一 - 笠原秀幸

「RAMI System」公司負責人，虛擬貨幣詐欺師。
- Hanna - Elizabeth Marry

瑞士「弗勞德」銀行，日本分行負責人。
第6話
- KAITO - 福崎那由他

高中生，利用釣魚網站竊取個資再進行詐騙的詐欺師。
- 阮文鄧 - 藤田富

越南人，被KAITO利用成為車手。
第7話
- 野呂昌枝 - 木崎ゆりあ

利用網路占卜進行詐騙的詐欺師。
- 江澤花音 - 福本莉子

「JEWEL☆TRICO」新經紀人，卻隱藏了另一個身分?
第8話
- MIRAI - 福本莉子

利用販售演唱會門票進行詐騙的詐欺師。
- 野中 - 長田成哉
- TEAM SHACHI - 本人。

## 工作人員
- 編劇 - 松本美彌子、山下昂
- 導演 - 湯浅典子、安見悟朗
- 音樂 - 吉俣良
- 主題曲 - 桃色幸運草Z 「stay gold」[7]
- 攝影 - 小野貴宏
- 編集 - 河村信二
- 法律監修 - 室屋光一郎
- 警察監修 - 古谷謙一
- 總製作人 - 前西和成（讀賣電視台）
- 製作人 - 中山喬詞（讀賣電視台）、高石明彦（The icon）
- 制作協力 - The icon
- 製作著作 - 讀賣電視台

## 單曲
劇中偶像團體「JEWEL☆TRICO」於11月21日第8集中演出的同名歌曲「JEWEL☆TRICO」。將於隔日發行數位單曲，本曲由高石明彦作詞、藤野翔之作曲，舞蹈則由曾幫AKB48、坂道系列等編舞的編舞組合「CRE8BOY」負責。

## 播放日程
| 集數      | 播放日期 | 標題                         | 劇本              | 導演     |
| --------- | -------- | ---------------------------- | ----------------- | -------- |
| target 1  | 10月04日 | 特殊詐騙集團                 | 松本美彌子        | 湯淺典子 |
| target 2  | 10月11日 | 偽裝 TuTube                  | 山下昂            | 湯淺典子 |
| target 3  | 10月17日 | 惡質娛樂詐騙                 | 松本美彌子        | 安見悟朗 |
| target 4  | 10月24日 | 危險的美容商品詐騙           | 山下昂            | 安見悟朗 |
| target 5  | 10月31日 | 連結過去與現在的虛擬貨幣詐騙 | 松本美彌子        | 湯淺典子 |
| target 6  | 11月8日  | 暴增中！ 釣魚網站詐騙        | 山下昂            | 北川瞳   |
| target 7  | 11月14日 | 惡質的網路占卜詐騙           |                   | 北川瞳   |
| target 8  | 11月21日 | 偶像之敵 購票詐騙            | 松本美彌子        | 安見悟朗 |
| target 9  | 11月28日 | 詐欺師集結！土地詐騙         | 山下昂            | 安見悟朗 |
| target 10 | 12月5日  | 最終回！波岡主導的土地詐騙案 | 山下昂 松本美彌子 | 安見悟朗 |

## 外部連結
- CHEAT 詐欺師們請注意 - 讀賣電視台（页面存档备份，存于）
- 【公式】CHEAT 詐欺師們請注意的X（前Twitter）
- 【公式】CHEAT 詐欺師們請注意的Instagram帳戶

| 日本 讀賣電視台 讀賣電視台週四連續劇     | 日本 讀賣電視台 讀賣電視台週四連續劇                | 日本 讀賣電視台 讀賣電視台週四連續劇 |
| ---------------------------------------- | --------------------------------------------------- | ------------------------------------ |
|                                          | CHEAT 詐欺師們請注意 （2019年10月4日 - 12月5日）    |                                      |
| 我分享了丈夫？ （2019年7月4日 - 9月6日） | 午餐聯誼偵探～戀愛與美食與解謎～ （2020年1月9日 -） |                                      |